# Liran Serdal
Liran Serdal (in ebraico לירן סרדל‎?; Kiryat Motzkin, 2 luglio 1994) è un calciatore israeliano, centrocampista dell'Hapoel Haifa.

## Carriera

### Club
Cresciuto nel settore giovanile dell'Hapoel Haifa, ha esordito in prima squadra il 31 agosto 2013 disputando l'incontro di Ligat ha'Al pareggiato 1-1 contro l'Hapoel Ra'anana.

## Statistiche

### Presenze e reti nei club
Statistiche aggiornate al 15 gennaio 2021.
| Stagione        | Squadra         | Campionato      | Campionato | Campionato | Coppe nazionali | Coppe nazionali | Coppe nazionali | Coppe continentali | Coppe continentali | Coppe continentali | Altre coppe | Altre coppe | Altre coppe | Totale | Totale |
| Stagione        | Squadra         | Comp            | Pres       | Reti       | Comp            | Pres            | Reti            | Comp               | Pres               | Reti               | Comp        | Pres        | Reti        | Pres   | Reti   |
| --------------- | --------------- | --------------- | ---------- | ---------- | --------------- | --------------- | --------------- | ------------------ | ------------------ | ------------------ | ----------- | ----------- | ----------- | ------ | ------ |
| 2013-2014       | Hapoel Haifa    | LH              | 18         | 0          | CI+CdL          | 1+0             | 0+0             | -                  | -                  | -                  | -           | -           | -           | 19     | 0      |
| 2014-2015       | Hapoel Haifa    | LH              | 26         | 0          | CI+CdL          | 1+7             | 0+0             | -                  | -                  | -                  | -           | -           | -           | 34     | 0      |
| 2015-2016       | Hapoel Haifa    | LH              | 24         | 0          | CI+CdL          | 1+6             | 0+0             | -                  | -                  | -                  | -           | -           | -           | 31     | 0      |
| 2016-2017       | Hapoel Haifa    | LH              | 31         | 1          | CI+CdL          | 2+7             | 0+0             | -                  | -                  | -                  | -           | -           | -           | 40     | 1      |
| 2017-2018       | Hapoel Haifa    | LH              | 18         | 0          | CI+CdL          | 2+4             | 0+0             | -                  | -                  | -                  | -           | -           | -           | 24     | 0      |
| 2018-2019       | Hapoel Haifa    | LH              | 13         | 0          | CI+CdL          | 1+0             | 0+0             | -                  | -                  | -                  | -           | -           | -           | 14     | 0      |
| 2019-2020       | Hapoel Haifa    | LH              | 28         | 2          | CI+CdL          | 1+4             | 0+0             | -                  | -                  | -                  | -           | -           | -           | 33     | 2      |
| 2020-2021       | Hapoel Haifa    | LH              | 22         | 3          | CI+CdL          | 1+3             | 0+1             | -                  | -                  | -                  | -           | -           | -           | 26     | 4      |
| Totale carriera | Totale carriera | Totale carriera | 180        | 6          |                 | 41              | 1               |                    | -                  | -                  |             | -           | -           | 221    | 7      |

## Palmarès

### Club

#### Competizioni nazionali
- Coppa d'Israele: 1

Hapoel Haifa: 2017-2018
- Supercoppa d'Israele: 1

Hapoel Haifa: 2018